# Dámaso Fulgosio
Dámaso Fulgosio y Villavicencio (¿? - Madrid, 7 de noviembre de 1841), militar español, hermano de los también militares José Fulgosio y Francisco Fulgosio.
De orígenes gallegos, fue hijo del mariscal de campo Francisco Javier Fulgosio y de la ferrolana María del Carmen Villavicencio, hija y nieta de marinos. Sirvió en la Guardia Real como alférez de granaderos hasta que se pasó, con su hermano José, a las filas del pretendiente don Carlos. Eso le valió el destierro de su madre a Cádiz, y luego a Torrelaguna y a las provincias vascongadas. Firmó, junto con su hermano José, el Convenio de Vergara con Baldomero Espartero que ponía fin a la Guerra Carlista del Norte, y pasó como otros miembros del ejército carlista a las filas del ejército liberal. Alcanzó el grado de teniente coronel. Se levantó el 7 de octubre de 1841 junto a Manuel Montes de Oca, Borso di Carminati, Gregorio Quiroga y Frías y Diego de León, y junto a estos últimos intentó en Madrid secuestrar a la reina, llevando él la capa blanca en que debía ir envuelta; se le formó proceso por sedición y fue condenado a muerte como ellos, llevándose a cabo el fusilamiento el 12 de noviembre del mismo año. Su hermano José, que también formaba parte de la insurrección, pudo escapar a Portugal.